# Jan Baptista van Helmont

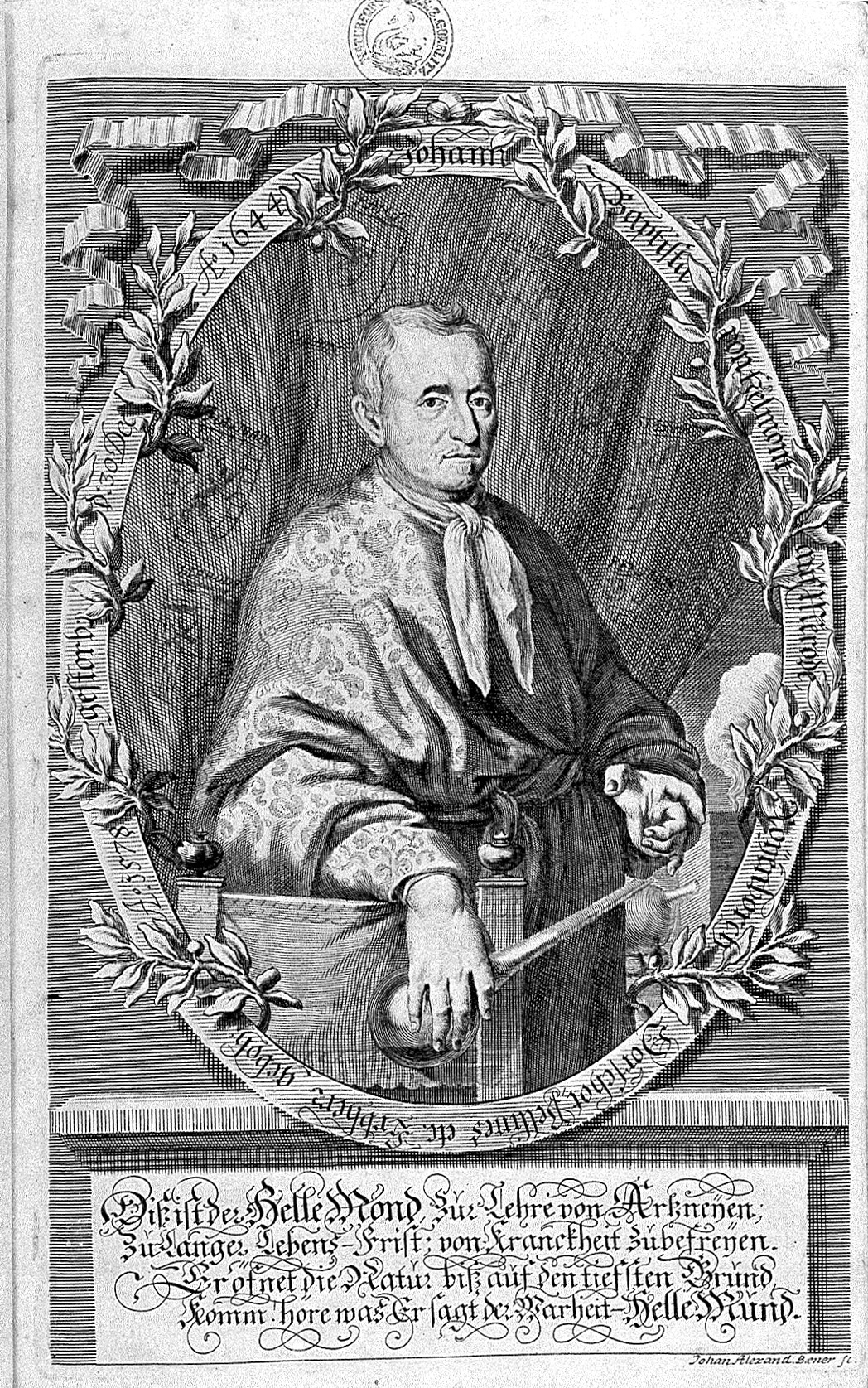
Jan Baptista van Helmont.

Jan Baptista van Helmont, född 12 januari 1577 i Bryssel, död 30 december 1644, var en belgisk läkare. Han var far till Franciscus Mercurius van Helmont.
Helmont blev 1599 medicine doktor och bosatte sig 1605 i Vilvorde vid Bryssel. Helmont var en av sin tids främsta naturforskare; han upptäckte kolsyran, var en grundlig kännare av anatomin och inlade betydande förtjänster som praktisk läkare, framför allt genom sitt avgjorda motstånd mot den då och ännu länge efteråt så vanliga åderlåtningen. Hans Opera omnia utgavs 1707. Hans minnesvård restes 1889 i Bryssel.